# Vân Xuân
Vân Xuân là một xã thuộc huyện Vĩnh Tường, tỉnh Vĩnh Phúc, Việt Nam. Xã nằm ở phía Đông bắc huyện Vĩnh Tường, phía Đông giáp xã Yên Đồng, phía Tây giáp xã Bình Dương và xã Vũ Di, phía Nam giáp Thị trấn Tứ Trưng, phía Bắc giáp xã Tề Lỗ.
Xã có diện tích 3,34 km², dân số năm 2009 là 5160 người, mật độ dân số đạt 1378 người/km².
xã có 2 đơn vị hành chính thôn là Xuân Húc và Vân Ổ.